# El Mokawloon SC
El Mokawloon El Arab Sporting Club (ar. نادي المقاولون العرب الرياضي) znany również jako Arab Contractors Sporting Club – egipski klub piłkarski grający w pierwszej lidze, mający siedzibę w mieście Kair.

## Historia
Klub został założony w 1973 roku. W 1982 roku klub awansował do finału Pucharu Zdobywców Pucharów. W nim dwukrotnie pokonał 2:0 zambijski Power Dynamos i stał się pierwszym klubem z Egiptu, który zwyciężył w tych rozgrywkach. W sezonie 1982/1983 wywalczył swój pierwszy tytuł mistrza Egiptu. W 1983 roku klub po raz drugi zagrał w finale Pucharu Zdobywców Pucharów i ponownie go wygrał. W finałowym dwumeczu pokonał togijski zespół Agaza Lomé (1:0, 0:0). W 1996 roku El Mokawloon zdobył Puchar Zdobywców Pucharów po raz trzeci. W pierwszym meczu finałowym zremisował 0:0 z kongijskim AC Sodigraf, a w drugim meczu zwyciężył 4:0. W tym samym roku zagrał również o Superpuchar Afryki, jednak uległ w nim po rzutach karnych (2:4, w meczu 0:0) Zamalekowi.
El Mokawloon trzykrotnie zdobywał Puchar Egiptu. W 1990 roku pokonał w finale 2:1 Suez Montakhab. W 1995 roku zwyciężył w finale 2:0 z Ghazl El-Mehalla, a w 2004 - 2:1 z Al-Ahly Kair.

## Stadion
Domowe mecze klub rozgrywa na stadionie o nazwie Arab Contractors w Kairze, który może pomieścić 35000 widzów.

## Sukcesy
- Puchar Zdobywców Pucharów: 3

1982, 1983, 1996
- Superpuchar: 0

finalista: 1996
- Arabski Puchar Zdobywców Pucharów: 0

finalista: 1991
- I liga: 1

1983
- Puchar Egiptu: 3

1990, 1995, 2004
finalista: 1981, 1998, 2000
- Superpuchar Egiptu: 1

2004

## Występy w afrykańskich pucharach
- Puchar Zdobywców Pucharów: 6 występów

1982 – zwycięstwo
1983 – zwycięstwo
1984 – półfinał
1991 – ćwierćfinał
1996 – zwycięstwo
1997 – ćwierćfinał
- Puchar Konfederacji: 1 występ

2005 – faza grupowa
- Superpuchar Afryki: 1 występ

1996 – finalista

## Reprezentanci kraju grający w klubie od 1990 roku
Stan na lipiec 2016.
| - Magdi Abdelghani - Saad Abdel-Baky - Atef Abdel-Hady - Mahmoud Abdel-Halim - Mohamed Abdel-Rahman - Mahmoud Abou El-Saoud - Ramy Adel - Ali Afify - Basem Ali - Nasser Mohamed Ali - Szarif Aszraf - Sherif El-Beily - Abdullah El-Sawy - Taha El-Sayed - Mohamed Elneny - Mohamed Fadl - Mohamed Farouk - Ali Fathi - Omar Gamal - Mohamed Hamdi - Ahmed Salah Hosni - Ahmed Ali Kamel - Samir Kamouna - Tamer Mostafa - Ahmed Nakhla - Mohamed Saad - Abdel-Sattar Sabry | - Ramy Said - Mohamed Salah - El-Moatasem Salem - Mohamed Salem - Saad Samir - Mohamed Sedik - Mohamed Shaaban - Mohamed Shawky - Ali Shehata - Mohamed Saad Shehata - Tarek Soliman - Sameh Youssef - Amr Zaki - Daouda Diakité - Ali Rabo - Ernest Papa Arko - Samuel Kyere - Peter Dawo - Ibrahim Al-Haasy - Robert Akaruye - John Utaka - Mohammed Ahmed Samara - Sylvain Badji - Venacious Mapande - Pearson Mwanza |